# 100BASE-SX
 (janvier 2011).
Sa qualité peut être largement améliorée en utilisant un vocabulaire plus directement compréhensible.
Le 100BASE-sx est une norme Ethernet qui supporte le full-duplex par l’utilisation de fibre optique à 850nm.
il est moins coûteux que la technologie 100BASE-FX, qui fonctionne à 1300nm.